# São Sebastião do Umbuzeiro
São Sebastião do Umbuzeiro är en kommun i Brasilien.   Den ligger i delstaten Paraíba, i den östra delen av landet, 1 500 km nordost om huvudstaden Brasília. Antalet invånare är 3 239.
Omgivningarna runt São Sebastião do Umbuzeiro är huvudsakligen savann. Runt São Sebastião do Umbuzeiro är det ganska tätbefolkat, med 65 invånare per kvadratkilometer.